# Апостольський екзархат у Німеччині та Скандинавії
Апо́стольський екзарха́т для украї́нців візанті́йського обря́ду в Німе́ччині та Скандина́вії (нім. Apostolisches Exarchat für Deutschland und Skandinavien; лат. Exarchatus Apostolicus Germaniae et Scandiae) апостольський екзархат (передєпархіальна юрисдикція) Української греко-католицької церкви, що охоплює вірних у Німеччині та скандинавських країнах Данії, Фінляндії, Норвегії та Швеції. 
Вона звільнена (тобто безпосередньо залежить від Святого Престолу та його місіонерської Римської Конгрегації для Східних Церков), тому не є частиною жодної церковної провінції. 
Його катедральним єпископським престолом є Катедральний собор Марії Шутц і Св. Андрея, присвячений Покрову Пресвятої Богородиці (Марії, Матері Божої) і святому Андрію, у Мюнхені, Баварія, Німеччина. Штаб-квартира розташована в Мюнхені, Німеччина. 
Нинішній Апостольський екзарх – Богдан Дзюрах.

## Історія
У 1927 році Андрей Шептицький, митрополит Галицький і архієпископ Львівський, заснував у Берліні душпастирський деканат для українців-католиків. Першим капеланом цього деканату був Петро Вергун, який у 1940 році був призначений Апостольським візитатором і адміністратором українців-католиків візантійського обряду в Німеччині. У 1945 році був заарештований радянською владою і вивезений до СРСР, де й помер у 1957 році.
У 1947 році Папа Пій XII реорганізував душпастирство українців-католиків, які проживають за кордоном. Тодішній Апостольський Візитатор у Західній Європі Архиєпископ Іван Бучко також перебрав на себе керівництво душпастирством українців-католиків візантійського обряду, які проживали в Німеччині.
Сучасний екзархат був створений 17 квітня 1959 року декретом папи Івана ХХІІІ. Кафедральним собором є Собор Покрови Пресвятої Богородиці та Св. Андрія Первозванного в Мюнхені. Протягом більш ніж 40 років Апостольським екзархом був Платон Корниляк, з 2001 року до 2021 року цю посаду обіймав Петро Крик, а з 2021 року — Богдан Дзюрах. 
Більшість вірних екзархату — це нащадки українців, яким довелося втікати через дискримінаційну національну політику Польської Республіки або від більшевицької системи у міжвоєнні та воєнні роки. 
У Гамбурзі діє Церква Всіх Святих, відкрита в 1980 році.
22 квітня 2023 року згідно з декретом єпископа Богдана Дзюраха постановлено, що з 1 вересня 2023 року Український католицький апостольський екзархат Німеччини та Скандинавії повністю переходить на григоріанський календар, включно з Великоднем, на відміну від УГКЦ в Україні та Польщі.

## Організація
У Німеччині екзархат поділений на чотири деканати з 52 душпастирськими службами, кілька з яких об’єднані разом, щоб утворити парафію, розташовану поруч. У Швеції є сім душпастирських агентств, у Данії – одне. До екзархії також входять п'ять жіночих монастирів візантійського обряду.
Екзархія утримує різні благодійні та наукові установи, а також газету «Християнський голос».

## Єпископські ординарії

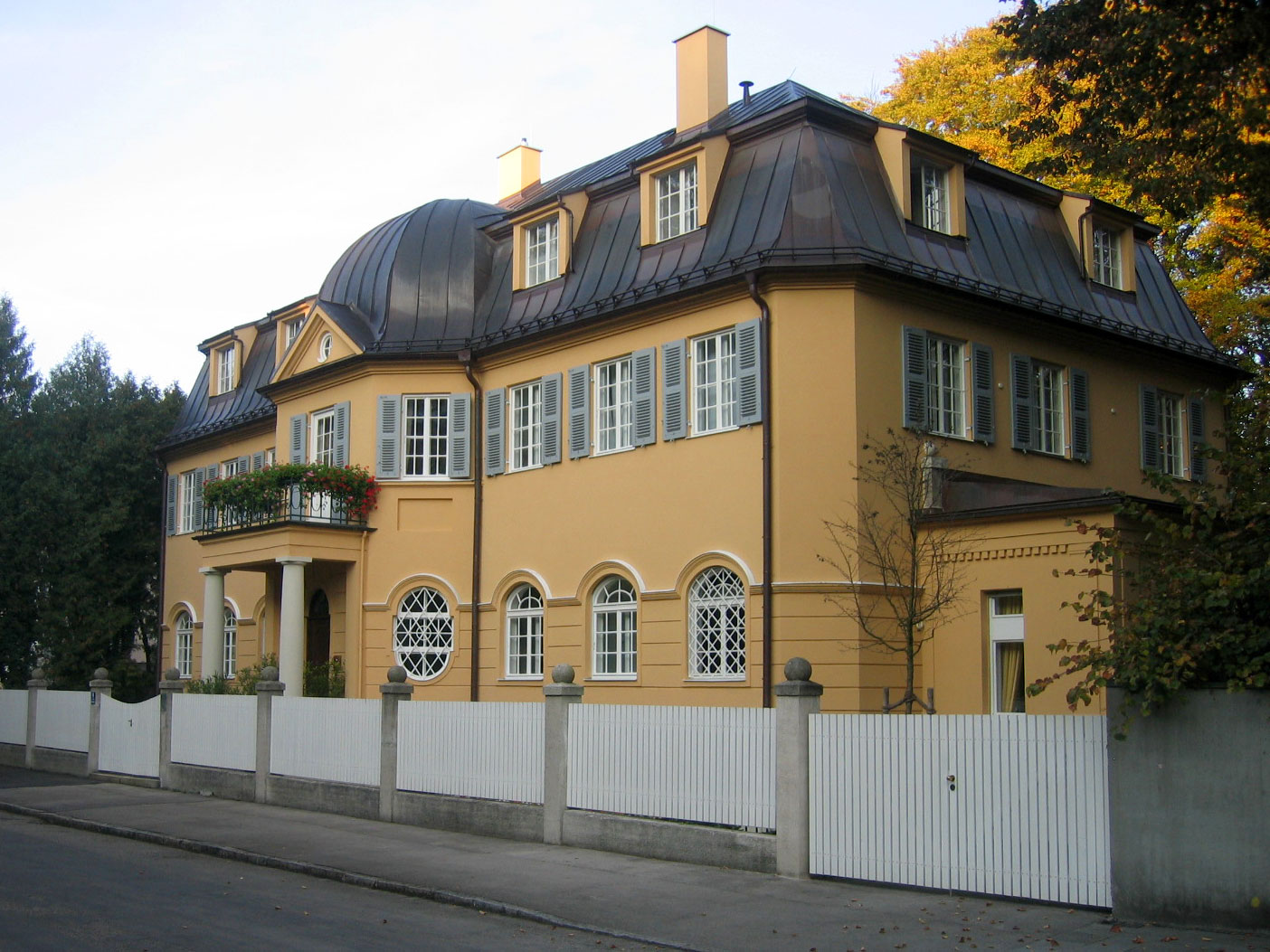
Будівля, розташована в Мюнхені, належить Апостольському екзархату

Апостольські екзархи Німеччини та Скандинавії
- Платон Корниляк  (народився с. Стебні), (7 липня 1959 – 16 грудня 1996), титулярний єпископ Кастра Мартіс (1959.04.17 – 2000.11.01); помер у 2000 році
- Апостольський адміністратор Михаїл Гринчишин, (16 грудня 1996 – 3 лютого 2001); помер у 2012 році
- Петро Крик (народився в с. Кобильниця Волоська) (3 лютого 2001 – 18 лютого 2021), титулярний єпископ Кастра Мартіс (2000.11.20 – 2021, 18.2.).
- Богдан Дзюрах (народився в с. Гірське) (18 лютого 2021 – . . . )

## Статистика
Станом на 2014 рік екзархат обслуговував 40 700 українців-католиків у 16 парафіях з 24 священиками (дієцезіальними), 1 дияконом, 8 мирянами (братами) та 1 семінаристом.
Станом на 2024 екзархат налічує 107 парафій та душпастирств, у яких служать 49 священників, 3 диякони та 7 сестер служебниць.

### Парафії
У багатьох парафіях українські католики використовують місцевий католицький храм латинського обряду як місце для Божественної Літургії.

#### Данія
Собор Святого Ансгарса, Копенгаген: 1-ша неділя кожного місяця опівдні